# Кукуевка (Псковская область)
Кукуевка — деревня в Печорском районе Псковской области России. Входит в состав сельского поселения «Круппская волость».
Расположена на севере района, в 15 км к югу от волостного центра, деревни Крупп и в 18 км к востоку от города Печоры.

## Население
Численность населения деревни по состоянию на конец 2000 года составляла 14 жителей.
| 2001 | 2002 | 2010 |
| ---- | ---- | ---- |
| 14   | ↘11  | ↘10  |